# Hypodiscus striatus
Hypodiscus striatus är en gräsväxtart som först beskrevs av Carl Sigismund Kunth, och fick sitt nu gällande namn av Maxwell Tylden Masters. Hypodiscus striatus ingår i släktet Hypodiscus och familjen Restionaceae. Inga underarter finns listade i Catalogue of Life.